# Cầu thủ xuất sắc nhất năm 2005 của FIFA

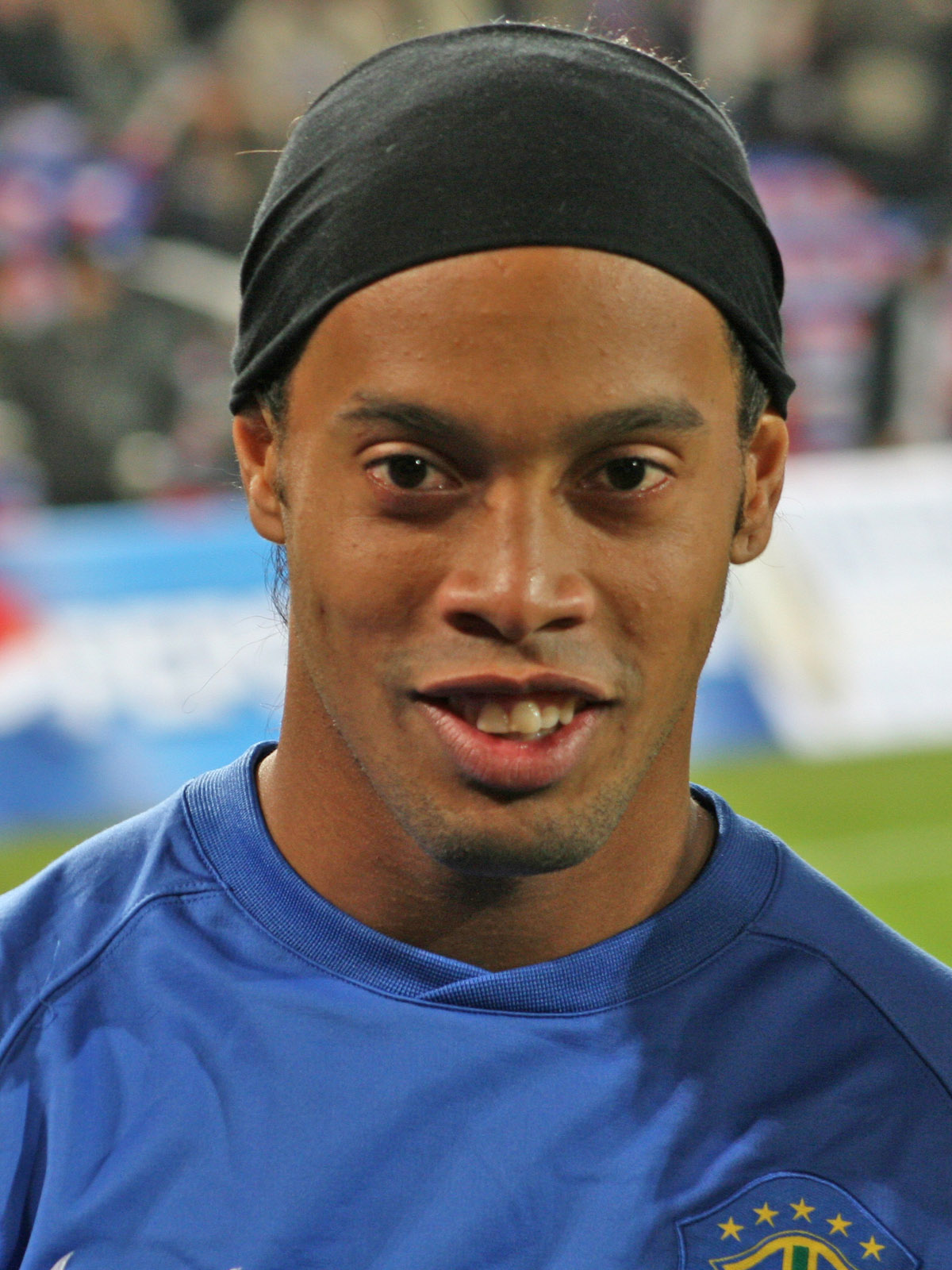
Cầu thủ Ronaldino - cầu thủ hai lần được trao danh hiệu "Cầu thủ xuất sắc nhất năm "

Giải thưởng Cầu thủ xuất sắc nhất năm 2005 của FIFA được trao cho Ronaldinho (lần thứ hai liên tiếp). Trong lần thứ hai, Ronaldinho đạt số điểm cao nhất trong lịch sử giải thưởng, vượt qua cả Rivaldo. Anh dẫn trước tiền vệ của Chelsea Frank Lampard và đồng đội Samuel Eto'o ở Barcelona trong vòng bỏ phiếu cuối cùng.

## Kết quả
| Xếp hạng | Cầu thủ             | Điểm | Câu lạc bộ        |  |
| 1        | Ronaldinho          | 956  | FC Barcelona      |  |
| 2        | Frank Lampard       | 306  | Chelsea           |  |
| 3        | Samuel Eto'o        | 190  | FC Barcelona      |  |
| 4        | Thierry Henry       | 172  | Arsenal           |  |
| 5        | Adriano             | 170  | Inter Milan       |  |
| 6        | Andriy Shevchenko   | 153  | AC Milan          |  |
| 7        | Steven Gerrard      | 131  | Liverpool         |  |
| 8        | Kaká                | 101  | AC Milan          |  |
| 9        | Paolo Maldini       | 76   | AC Milan          |  |
| 10       | Didier Drogba       | 65   | Chelsea           |  |
| 11       | Michael Ballack     | 64   | Bayern München    |  |
| 12       | Ronaldo             | 63   | Real Madrid       |  |
| 13       | Zinedine Zidane     | 55   | Real Madrid       |  |
| 14       | Zlatan Ibrahimović  | 36   | Juventus          |  |
| 15       | Deco                | 24   | FC Barcelona      |  |
| 16       | Juan Román Riquelme | 20   | Villarreal        |  |
| 17       | Robinho             | 19   | Real Madrid       |  |
| 18       | David Beckham       | 17   | Real Madrid       |  |
| 19       | Wayne Rooney        | 17   | Manchester United |  |
| 20       | Cristiano Ronaldo   | 13   | Manchester United |  |
| 21       | Ruud van Nistelrooy | 11   | Manchester United |  |
| 22       | Michael Essien      | 11   | Chelsea           |  |
| 23       | Raúl                | 8    | Real Madrid       |  |
| 24       | Pavel Nedvěd        | 8    | Juventus          |  |
| 25       | Arjen Robben        | 5    | Chelsea           |  |
| 26       | Cafú                | 3    | AC Milan          |  |
| 27       | Jay-Jay Okocha      | 3    | Bolton Wanderers  |  |
| 28       | Alessandro Nesta    | 3    | AC Milan          |  |
| 29       | Roberto Carlos      | 3    | Real Madrid       |  |
| 30       | Gianluigi Buffon    | 1    | Juventus          |  |